# Vikingstad
Vikingstad – miejscowość (tätort) w Szwecji, w regionie administracyjnym (län) Östergötland, w gminie Linköping.
Według danych Szwedzkiego Urzędu Statystycznego liczba ludności wyniosła: 2335 (31 grudnia 2015), 2419 (31 grudnia 2018) i 2434 (31 grudnia 2019).